# Leonhard Kaupisch
Leonhard Kaupisch (Bitterfeld, 1º settembre 1878 – Weimar, 26 settembre 1945) è stato un generale tedesco.

## Biografia
Entrato nell'esercito nel 1898, Kaupisch completa il suo addestramento all'Accademia militare di Lichterfelde nel 1909. Nel 1911 viene trasferito a Berlino allo stato maggiore generale. Nel 1914 viene promosso Hauptmann.

## La prima guerra mondiale
Durante la prima guerra mondiale Kaupisch continua ad essere impiegato nello Stato maggiore dell'esercito e nel 1917 viene promosso maggiore.
Dopo la fine della guerra viene assegnato a Kassel. Nel 1923 viene promosso Oberstleutnant e ottiene il comandato del VII Reggimento d'Artiglieria.
Il 1º aprile 1934 viene trasferito alla Luftwaffe col grado di generale (General der Flieger).

## La seconda guerra mondiale
Allo scoppio della seconda guerra mondiale, dopo l'invasione della Polonia da parte della Wehrmacht viene nominato governatore militare della provincia di Danzica-Prussia Occidentale.
Nell'aprile 1940 guida l'Operazione Weserübung che porta all'occupazione della Danimarca.
Fino al giugno 1940 è comandante supremo delle forze armate tedesche in Danimarca.
Il 10 aprile 1942 viene congedato dall'esercito per superati limiti d'età. Muore di morte naturale nel settembre 1945 a Weimar.